# Адам Ларсен Кварасі
Адамба́тія Ла́рсен Квара́сі (англ. Adambathia Larsen Kwarasey; нар. 12 грудня 1987 року, Осло, Норвегія) — ганський футболіст. Воротар збірної Гани та «Брондбю». Має три громадянства: ганське, норвезьке та данське.

## Досягнення

### Командні
- Чемпіон Норвегії (2):

«Стремсгодсет»: 2013
«Русенборг»: 2016
- Володар Кубка Норвегії (2):

«Стремсгодсет»: 2010
«Русенборг»: 2016
- Володар Кубка МЛС (1):

«Портленд Тімберз»: 2015

### Індивідуальні
- Найкращий воротар чемпіонату Норвегії: 2013[1]
- Найкращий сейв року в МЛС: 2015[2]